# 曼切戈奶酪
曼切戈奶酪（德語：queso manchego）產自西班牙的拉曼恰，小說人物唐吉訶德的故鄉。曼切戈奶酪被製成鼓狀，芝士的頂部和底部都保留了壓榨芝士的模具的花紋，而芝士的四周亦留下了蘆葦草包扎時留下的鋸齒花紋。成熟的曼切戈奶酪表面都會有一層綠色到黑色的霉菌，但這些霉菌並不會影響食用，只要在食用前擦掉這些霉菌即可。